# Sindromul Patau
Sindromul Patau sau trisomia 13 este o boală cromozomială provocată de prezența unui cromozom suplimentar la perechea 13, caracterizată clinic printr-un sindrom  plurimalformativ cu anomalii neurologice (retard mental, episoade apneice, convulsii etc.), craniofaciale (malformații a urechilor, microcefalie, cheiloschizis, palatoschizis, micrognație etc.), oculoorbitale (microftalmie, colobom irian etc.), cervicale, cardiovasculare, gastrointestinale, genitourinare, scheletice (polidactilie etc.), dermatoglifice. Are un prognostic sumbru (72% decedează înainte de vârsta de un an).

## Simptomatologie
Semne generale
- Valoarea medie a masei la naștere este de 2600 g.
- Dificultăți de alimentație
- Retard staturoponderal.
- Lungimea cranio-sacrală este semnificativ mai scăzută

Anomalii neurologice
- Retard mental sever
- Holoprozencefalie (arhinencefalie)
- Lobii frontali pot fi fuzionați
- Bulbul, nervul olfactiv și corpul calos pot lipsi
- Crize convulsive în special crize mioclonice
- EEG anormală
- Episoade apneice centrale, cianoză
- Hipotonie, hipertonie
- Hidrocefalie
- Hipoplazia cerebelară
- Meningomielocel
- Lipomul corpului calos

Anomalii craniofaciale
- Microcefalie moderată
- Frunte înclinată (frunte teșită) și îngustă
- Regiunea temporală retractată
- Occipital proeminent
- Suturi sagitale largi
- Fontanele largi
- Trigonocefalie
- Defecte a scalpului: aplazie cutanată congenitală (aplasia cutis congenita), ulcerații ale scalpului pe vertex cu aspectul unor perforații
- Hemangioame capilare mai ades pe frunte (în special în regiunea glabelară), dar și pe restul feței și pe ceafă.
- Despicătură laterală sau mediană a buzei (cheiloschizis)
- Despicătură palatină (palatoschizis)
- Despicătură labio-palatină
- Nasul scurt și lat
- Micrognație
- Cebocefalie
- Ciclopie
- Etmocefalie
- Hipotelorism ocular

Anomalii ale urechilor
- Anomalii ale pavilioanelor urechii
- Urechi jos inserate
- Anomalii ale urechii interne de tip Mondini sau Scheibe.
- Surditate neurosenzorială (de percepție) și conductivă (de transmisie)
- Otită medie recurentă

Anomalii oculare
- Microftalmie sau anoftalmie
- Colobom iridian
- Opacități corneene (cataractă)
- Displazia retiniană caracterizată prin cartilaj intraocular care se extinde de la regiunea retrolentală spre scleră unde este situat colobomul irian.

Anomalii cervicale
- Pliuri cutanate nucale (a cefei) abundente cu piele flască
- Gâtul scurt și gros
- Higromă chistică fetală

Anomalii cardiovasculare
- Defect septal ventricular infundibular
- Defect septal atrial
- Persistența canalului arterial
- Dextrocardie
- Coarctație a aortei
- Venă cava superioara stângă,
- Aortă cu originea în ventriculul stâng
- Valvă aortică bicuspidă
- Valvă pulmonară bicuspidă
- Valva pulmonară atrezică
- Trunchi pulmonar hipoplazic
- Atriul stâng hipoplazic
- Ventricul stâng hipoplazic
- Valve semilunare anormale

Anomalii gastrointestinale
- Omfalocel
- Malrotație a colonului
- Arteră ombilicală unică
- Hernie ombilicala
- Hernie inghinală
- Splină accesorie
- Displazia pancreatică
- Țesut pancreatic heterotopic
- Persistența canalului omfaloenteric sub forma diverticulului Meckel
- Defecte diafragmatice
- Vezică biliară mare

Anomalii renale
- Rinichi polichistic
- Hiperlobulare renală
- Hidronefroză
- Hidrouretere
- Uretere duble
- Rinichi în potcoavă
- Agenezie renală unilaterală
- Blastem renal nodular persistent

Anomalii genitale
La băieți
- Criptorhidie
- Anomalii scrotale
- Hipospadias

La fete
- Uter bicorn
- Vagin dublu
- Hipertrofia clitorisului
- Trompe uterine (Fallopius) anormale
- Ovare hipoplastice
- Disgenezie gonadică

Anomalii ale scheletului
- Polidactilie postaxială: hexadactilia uni- sau bilaterală la mîini. Degetul supranumerar este de obicei complet și inserat postaxial. Uneori însă poate fi redus la un apendice rudimentar. Hexadactilia poate apărea și la picioare.
- Contracturi în flexie ale degetelor mîinii
- Suprapunere degetelor mîinii: degetul mare și indicele tind să acopere de obicei degetul III, iar degetul V poate acoperi degetul IV.
- Police retroflexibil
- Proeminență posterioara a calcaneului
- Picior deformat în piolet.
- Picior echinovar (talipes equinovarus)
- Deviere ulnară a carpului
- Hipoplazie a pelvisului
- Unghiul acetabular superficial
- Coaste posterioare subțiri, cu absența sau fără absența coastelor
- Deformare de flexie a articulațiilor mari
- Absența membrelor
- Aplazie radială
- Ectrodactilie
- Unghii înguste hiperconvexe
- Diverse malformații ale coloanei vertebrale

Alterări dermatoglifice
- Pliu palmar transversal unic (pliu simian)
- Triradius axial palmar distal este foarte ridicat în t' sau t"
- Pe degete se remarcă foarte numeroase bucle radiale și arcuri
- Arc fibular al halucelui în formă de S sau buclă tibială a halucelui

Anomalii ale mușchilor
- Lipsa mușchilor: palmar lung, palmar scurt, plantar și peronier al treilea
- Prezență muschilui pectorodorsal și a unui muschi neobișnuit care se extinde de la tendonul central a diafragmei spre pericard
- Variații a mușchilor: extensor al indexului, extensor radial lung al carpului, extensor radial scurt al carpului, biceps brahial și a mușchilor suprahioidieni.

Modificări hematologice
- Prezența unor proiecții nucleare pedunculate sau sesile (Feulgen pozitive) ale nucleului leucocitelor neutrofile și eozinofile
- Creșterea nivelului hemoglobinei fetale și prezența hemoglobinei embrionare de tip Gower 2 (2 alfa, 2 epsilon), diminuarea hemoglobinei A1 și A2.
- Mielofibroză

Alte anormalități
- Chist timic
- Tulburare pigmentară neobișnuită

Neoplazii
- Leucemie
- Neuroblastom
- Tumora Wilms